# ساشا ريتر
ساتشا ريثر (بالألمانية: Sascha Riether)‏ (مواليد 23 مارس 1983 في لاهر - ألمانيا الغربية) لاعب كرة قدم ألماني يلعب حاليا لصالح نادي الدرجة الأولى شالكه الألماني منذ 2015 في مركز قلب الدفاع .

## مسيرته الكروية
لعب ساتشا ريثر خلال مسيرته الاحترافية مع 6 أندية في سبعة عشر موسمًا وسجل خلالها 12 هدفًا ضمن 396 مباراة. ولم يفز بأي موسم بالكأس وفاز في موسم واحد بالدوري.
خاض ساتشا ريثر مسيرته مع نادي فرايبورغ في موسم 2002–03 في المرة الأولى ليلعب معه خمسة مواسم ثم في موسم 2014–15 لمدة موسم واحد، مشاركًا طوالها في 158 مباراة سجل خلالها 5 أهداف. ثم انتقل إلى نادي فولفسبورغ في موسم 2007–08 ليلعب معه أربعة مواسم، حيث شارك في 116 مباراة سجل خلالها 6 أهداف. لينتقل بعدها إلى نادي كولن في موسم 2011–12 لمدة موسم واحد، مشاركًا في 33 مباراة ولم يسجل أي هدف. ثم انتقل إلى نادي فولهام في موسم 2012–13 ولمدة موسمين، مشاركًا في 66 مباراة سجل خلالها هدفًا واحدًا. هذا وانتقل لاحقًا إلى نادي شالكه 04 في موسم 2015–16 في المرة الأولى ولمدة موسمين ثم في موسم 2018–19 لمدة موسم واحد، مشاركًا طوالها في 23 مباراة ولم يسجل أي هدف. ثم انتقل بعدها إلى نادي شالكه 04 ب في موسم 2017–18 لمدة موسم واحد، لم يشارك في أي مباراة ولم يسجل أي هدف أيضًا.

## روابط خارجية
- ساشا ريتر على موقع الاتحاد الأوربي (الإنجليزية)
- ساشا ريتر على موقع قاعدة بيانات كرة القدم.إي يو (الإنجليزية)
- ساشا ريتر على موقع بيانات كرة القدم. دي إي (الألمانية)
- ساشا ريتر على موقع ناشيونال فوتبول تيمز (الإنجليزية)
- ساشا ريتر على موقع Soccerbase.com (لاعب) (الإنجليزية)
- ساشا ريتر على موقع Soccerway.com (الإنجليزية)
- ساشا ريتر على موقع عالم كرة القدم.نت (الإنجليزية)
- ساشا ريتر على موقع كووورة
- ساشا ريتر على موقع AS.com (الإسبانية)